# Juan Paredes
Juan José Paredes Guzmán (29 novembre 1984) è un calciatore guatemalteco, portiere del Suchitepéquez.

## Carriera

### Club
Comincia a giocare nel Deportivo Marquense. Nel gennaio 2005 passa all'Heredia. Nel gennaio 2006 si trasferisce al Suchitepéquez. Nel 2007 viene ceduto al San Benito, club di seconda divisione. Nel 2008 passa al Deportivo Mixco. Nel gennaio 2009 viene acquistato dal Jalapa. Nell'estate del 2009 si trasferisce al Comunicaciones, in cui milita fino al 2016. Al termine della stagione 2015-2016 rimane svincolato. Nel gennaio 2017 il Suchitepéquez lo ingaggia a parametro zero.

### Nazionale
Debutta in Nazionale il 21 gennaio 2011, in Nicaragua-Guatemala (1-2). Partecipa, con la Nazionale, alla Gold Cup 2011.

## Palmarès

### Club

#### Competizioni nazionali
- Liga Nacional de Fútbol de Guatemala: 5

Jalapa: 2008-2009
Comunicaciones: 2010-2011, 2012-2013, 2013-2014, 2014-2015